# マスコット (オペレッタ)

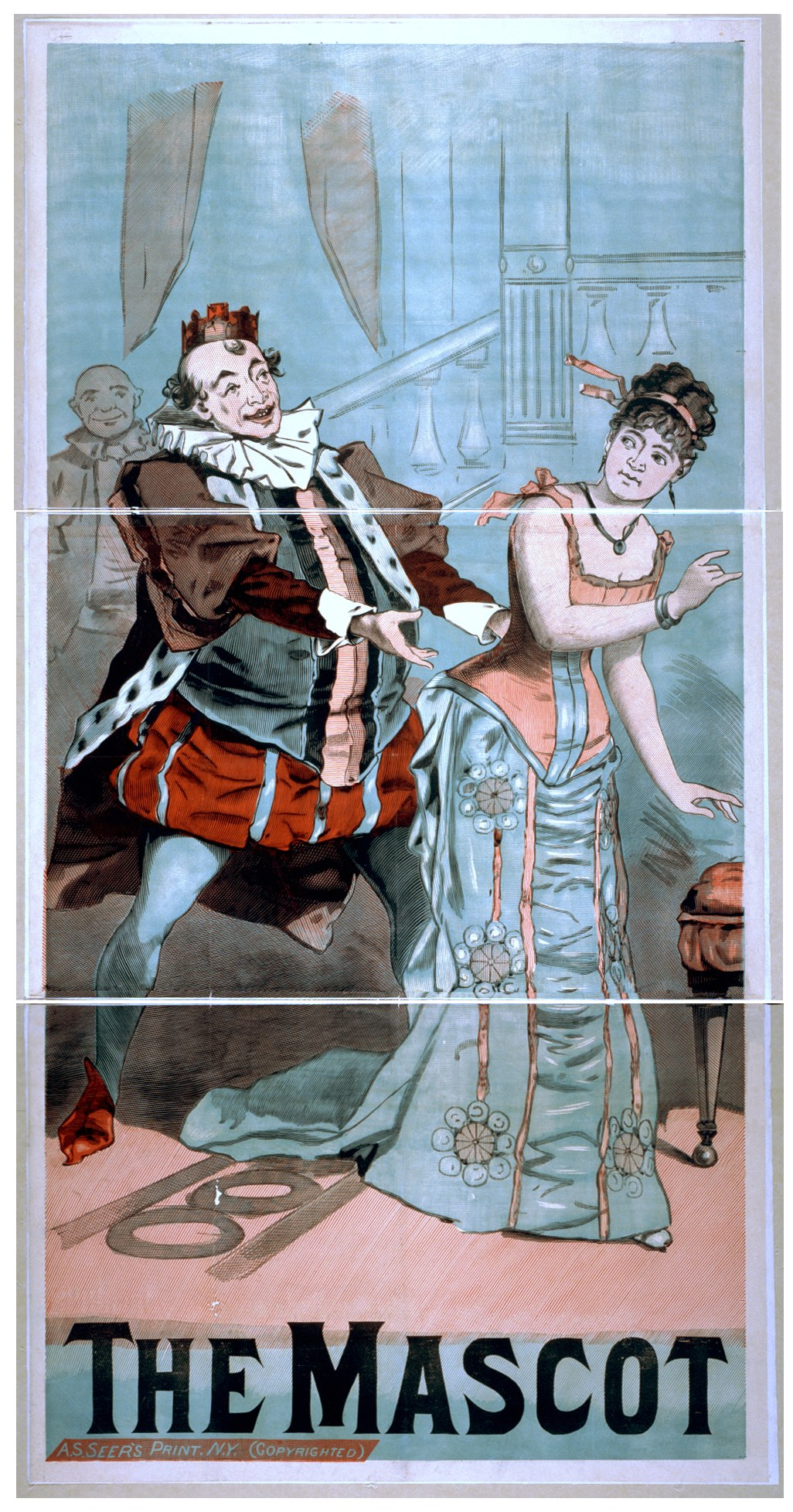
『マスコット』のポスター

『マスコット』（フランス語: La Mascotte）は、フランスの作曲家エドモン・オードランによる全3幕のオペレッタ（オペラ・コミック）で、1880年 12月28日にパリのブフ・パリジャン座にて初演された。本作はオッフェンバック以後のフランス・オペレッタの代表的傑作の一つである。台本が非常に面白く、マスコットの伝説のクプレの旋律も洒落ていて、なかなかの名曲。マスコットとは「人々に幸運をもたらすと考えられている人・動物・もの」のこと。日本でも浅草オペラ時代にしばしば上演された。

## 概要

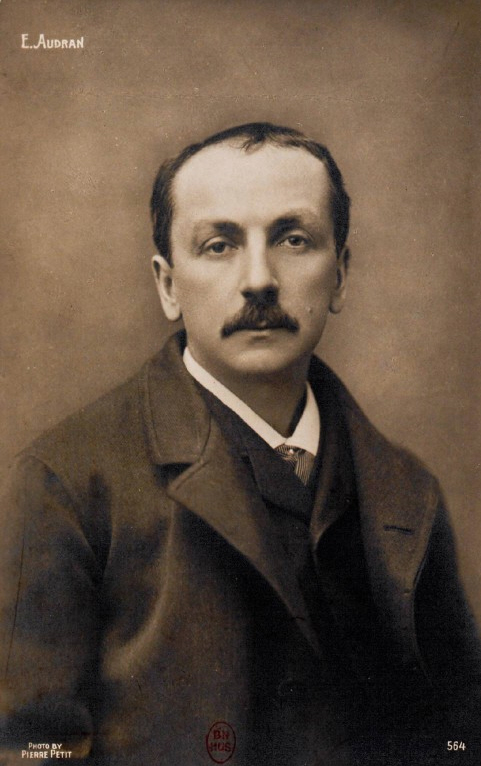
エドモン・オードラン

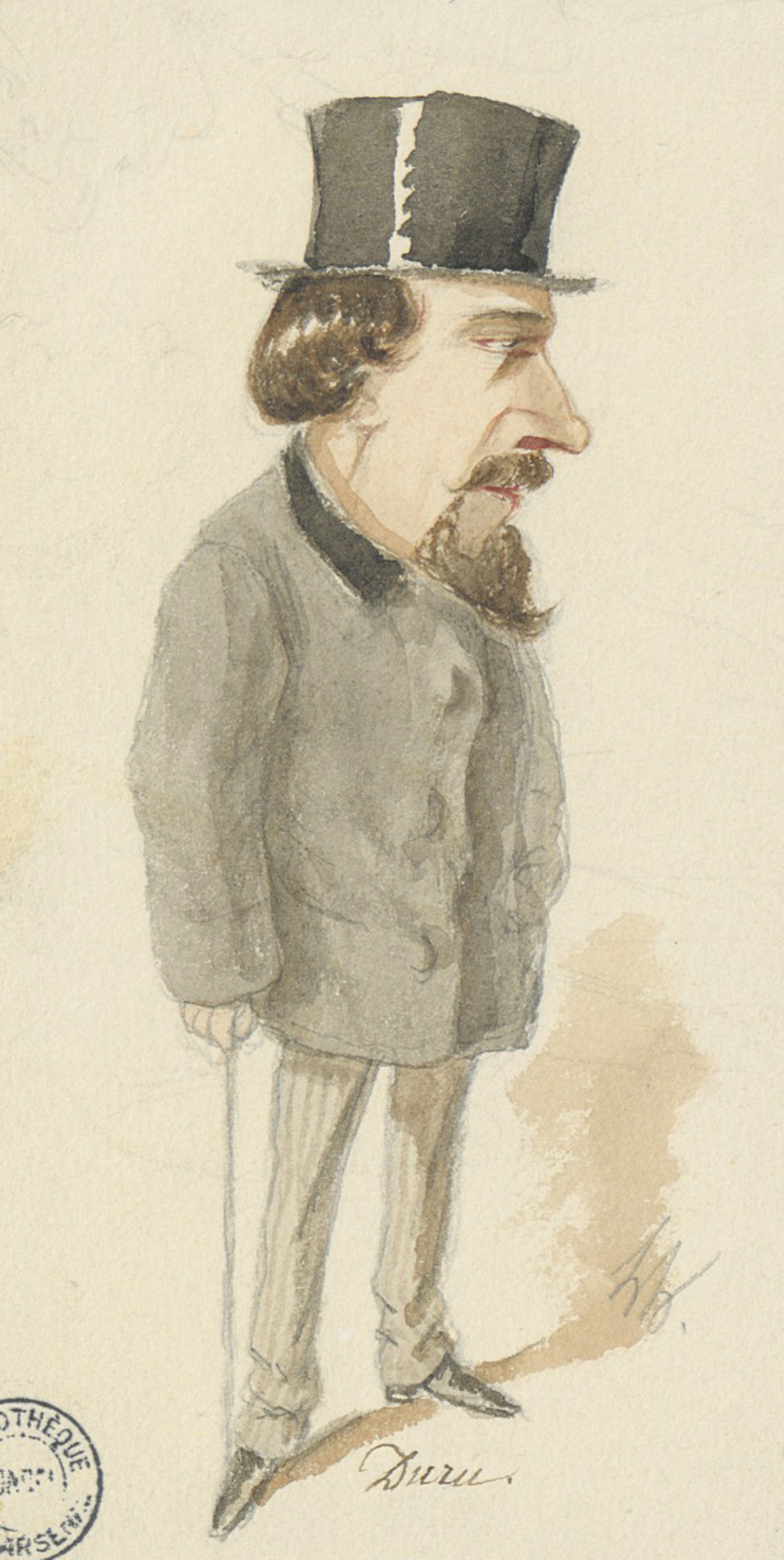
アルフレッド・デュリュ

本作はオードランの最も人気のある作品で、リブレットはアンリ・シヴォとアルフレッド・デュリュが作成した。この魅力溢れるオペレッタは、当初露骨だと評されたが、それにも関わらず、大成功を収めた。有名なアリアと共に〈二重唱〉「私は羊たちよりもずっと君を愛している」（Je t'aime ｍieux que mes moutons）や「楽園の使者」（ces envoyés du Paradis）などのクプレなども長く人気を保った。〈羊と七面鳥の二重唱〉は初日から3回もアンコールを求められた。本作はフランスでは1985年に1，000回の上演を達成している。本作の成功で、オードランは勿論ほくほく顔、その上、彼はブフ・パリジャン座の新しい王に仕立て上げられたのだ。ポルカ、ギャロップ、サルタレッロ、マズルカ、タランテラなど覚えやすいうえに、エレガントで踊り出したくなるような音楽や魅力的なメロディが満載の『マスコット』は庶民層だけでなく、知識層の聴衆の心も魅了した。フリードリッヒ・ニーチェは1888年11月18日付で友人のペーター・ガストに宛てた手紙で次のように書いている。「最近『マスコット』を聞いた。３時間の間〈粗悪な〉時がなかった。フランス人はこの分野で茶目っ気や寛大な悪ふざけの術や懐古趣味、異国趣味、さらにはあらゆる無邪気なものを持った天才だ。巧みで繊細に、趣味良く、効果を上げる本当の術を知っているのだ」。オードランは本作と『オリヴェットの結婚』（1879年）の成功により、シャルル・ルコックに比肩する作曲家としての地位を確立すると共に国際的名声も獲得した。
アメリカ初演は1881年4月11日にボストンのゲイアティ劇場にて行われた。イギリス初演はロンドンの1881年 9月19日にブライトンで行われた。
なお、日本では1913年9月1日にローシーは帝国劇場初のオペレッタとしてオッフェンバックの後輩にあたるオードランの『マスコット』の初演に踏み切った。19世紀末に『マスコット』とロベール・プランケットの『コルヌヴィルの鐘』は世界中でオッフェンバックを上回る上演回数を誇っていて、横浜居住地でも既に上演されていた。この『マスコット』の初演はまずまず成功したと言える。台本は二宮行雄の日本語訳で、河合礒代がベッティーナ（原信子が演じる予定だったが、病気のため代役で出演）、清水金太郎がピッポ、柏木敏がロッコ、南部邦彦がロランを演じている。この3年後の1916年2月にも『マスコット』は横浜居留地（ゲーテ座）と帝劇の両方で東京アマチューアドラマティック倶楽部により上演されている。

## 登場人物
| 人物名                                 | 原語         | 声域         | 役柄                                | 初演時のキャスト                                        |
| -------------------------------------- | ------------ | ------------ | ----------------------------------- | ------------------------------------------------------- |
| ベッティーナ                           | Bettina      | メゾソプラノ | 七面鳥の飼育係 実はマスコット       | マリー=グリジエ・モンバゾン （Marie Grisier-Montbazon） |
| ピッポ                                 | Pippo        | テノール     | ベッティーナの恋人                  | ルイ・モルレ                                            |
| フリテリーニ                           | Fritellini   | テノール     | ピサ大公国の王子 フィアメッタの許嫁 | シャルル・アミー                                        |
| ロラン17世                             | Laurent XVII | バリトン     | ピオンピーノ大公                    | ポール・イットマン                                      |
| フィアメッタ                           | Fiametta     | ソプラノ     | ロラン17世の娘 フリテリーニの許嫁   | ディネリ                                                |
| パラファント                           | Parafante    | テノール     | 軍曹                                | ペシュー                                                |
| ロッコ                                 | Rocco        | バス         | 農場の管理人                        | ロクール                                                |
| マテオ                                 | Mathéo       | バス         | 旅館の主人                          | デモン                                                  |
| 合唱：農民、領主、宮廷の女性、兵士、他 |              |              |                                     |                                                         |

## 演奏時間
第1幕：約45分、第2幕：約35分、第3幕：約30分　合計：約1時間50分

## あらすじ
物語の舞台：17世紀のイタリアのピオンピーノ大公国、ピサ大公国

### 第1幕
ロッコが管理する農場の仕事場の庭

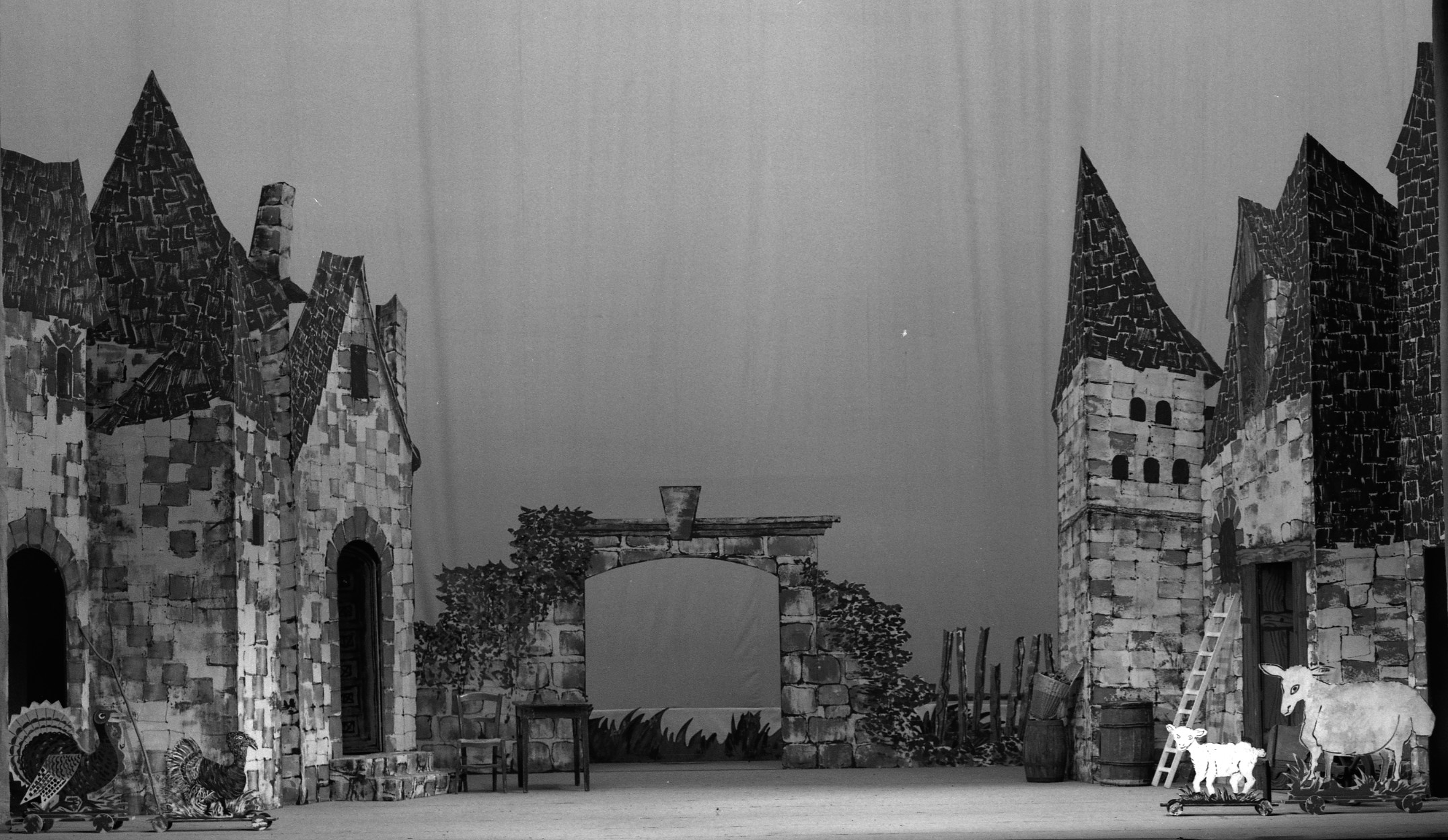
トゥールーズでの1970年の上演時のセット

葡萄の収穫が終わり、村人たちはお祭り騒ぎをしている〈合唱〉「収穫は終わった」（ La vendange se termine）。しかし、ロッコは騒ぐ民衆とは裏腹に、最近はやることがなく、運に見放され、やることなすこと上手く行かないと嘆く。一方、彼の兄のアントニオは何をやっても上手く行き大金持ちになっているので、ロッコは牧童のピッポを使いにやり、金の無心をしていた。すると、ピッポが戻って来て、兄君のアントニオは今回は金を融通するのを断り、代わりにベッティーナという娘を下さると言うことでしたと報告する。下女なんてもらったって、口が増えるだけで助けにならないと漏らす。ピッポはこのような不運続きの家にこそマスコットが必要なのですと言う。ベッティーナのことはマスコットだと思えばよろしいのでは、と言う。皆がそのマスコットって何のことかと問うと、彼はマスコットの伝説の〈バラード〉「ある日、悪魔が」（Un jour le diable… ces envoyés du Paradis）を歌い、昔悪魔が多くの小悪魔を造って人間界に送り込み、不幸をばらまいたので、神が見かねて幸運をもたらすマスコットを地上に送り込んだのだとピッポは説明する。そして、彼は実はそのベッティーナが好きで、デートをしようと思っているのだが、いつも前の主人のアントニオが邪魔していたので、彼女が来てくれるのはとても嬉しいのだと告白する。ロッコはそこまで言うなら、ベッティーナを受け入れるとしようと言い、部屋に入り、ピッポも退場する。すると、人の話し声が騒がしくなると、キスを求める若い男たちを追い払いながらベッティーナが〈クプレ〉「近づいたら、ひっぱたくわよ」（N’avancez pas ou je tape ）を歌いつつ、姿を現す。ロッコが彼女を迎えると、ベッティーナは兄からの贈り物だと言い手紙のさしてある卵の入った籠を渡す。ロッコはどうせまた説教の手紙だろうと受け取るが手紙は読まない。すると、ラッパの音が聞こえ、小姓が登場し、ロラン大公とフィアメッタ王女、それにその婚約者フリテリーニ王子のご来訪ですと告げる。大公は〈クプレ〉「良識ある人こそ賢者である」（ Les gens sensés et sages）を歌い、迷信なんて信じるなと言う人もいるが、自分はそうは思わない、むしろ縁起はかついだ方が良いと言う。人々はロラン大公を大歓迎する。ロラン大公は暗い表情で、自分は戦争をすれば負けるし、賭け事をすれば損をするし、椅子に座れば椅子が潰れると言う具合で、全く運がないと嘆く。ピッポもついていないのは私も同じですと同情する。この間にフィアメッタはピッポに一目惚れしてしまう。これに気づいたベッティーナは気が気でない。一行はロッコの案内で、農場を見に行くことにする。しかし、フィアメッタは一人戻って、ピッポを探しながら〈クプレ〉「彼はなんてハンサムなの」（ Ah ! qu’il est beau ）と歌う。ベッティーナはピッポは腕白な牧童で大食いな奴だと言い、フィアメッタの熱を冷まそうとするが、フィアメッタは、そうだからこそ彼が好きと言う。フリテリーニは〈クプレ〉「運動選手や田舎者」（D'un athlète ou d'un villageois）のように力はないが上品で洗練されていると歌う。ピッポが戻って来て、大公様がお二人をお呼びですと言うので、フリテリーニとフィアメッタは立ち去る。ピッポとベッティーナは二人の互いの愛情を確かめ合い、〈羊と七面鳥の二重唱〉「君を見つめると感じる」（Je sens lorsque je t'aperçois）を楽しそうに歌う。ロッコが戻って来て、何をいちゃついているのだ、ピッポの仕事の邪魔になるから帰ってもらうと怒って言う。そして、ピッポには農場へ行くよう命じる。ベッティーナは来たとたんに追い返すなんて酷いと泣き出し、とにかく持ってきた手紙くらい読んで欲しいと言う。ロッコが手紙を読むと、ベッティーナは幸運をもたらすマスコットだ、アントニオはもう大金持ちになったから、弟のお前に彼女を譲ってやると書いてある。ロッコはそういうことならとベッティーナを家におくことにする。すると、ピッポがやって来て行くへが分からなかった雌牛が見つかり、さらに、新品の服が届けられたと言うので、驚く。運がついてきたと喜び、ベッティーナには良い部屋に住んでもらうことにする。そこにフリテリーニがやって来てロラン大公がワインの樽に落ちてずぶ濡れになったと騒ぐ。ピッポが丁度良く新しい服があるから、それを与えようとするが、ケチなロッコは自分がその新品の服に急いで着替えて、自分が来ていた服を持たせてやる。ロッコはマスコットが手に入ったことを一人喜んでいると、ロラン大公がニヤニヤしながら現れ、君の服に入っていた手紙を読んだよ、そのマスコットを自分によこせと言う。ロッコは大公の命令には逆らえない。ロラン大公はマスコットの規則が籠の中に入っていると書かれていると言うと、籠から小冊子を取り出す。そこには（1）マスコットの力は天賦のものである。（2）マスコットは遺伝する。（3）マスコットは童貞処女の時のみ、その効力を発揮するが、それを失うと効力も失われる、と書かれている。二人はこれが他人に知られていないことを確認すると、ベッティーナを宮廷に呼んで伯爵令嬢に仕立て上げ、完全な監視下に置き、彼女の貞操を守ることにする。そして、ベッティーナに貴女は実はパナダ公爵の後胤で、伯爵令嬢であることが判明した。それ故、今後は王宮で暮らしてもらうと伝える。彼女はピッポも連れて行っていいかと問うと、ロッコがロラン大公にピッポはベッティーナの恋人だと呟くので、それはできないとロラン大公が答える。ベッティーナは悲しみつつもピッポに別れを告げる。だが、最後にはギャロップで行こうと陽気に歌って、幕となる。

### 第2幕
ピオンピーノ大公の館のサロン

カール・グラボウによる装飾スケッチ

城内の小姓たちはパナダ公爵令嬢の美しさに全員が魅了されてしまい、恋文を書いたりするものも現れるほどである〈合唱〉「彼女はなんと美しい」（Qu'elle est belle）。ロラン大公がそれを見て怒り、彼女には絶対に近づいてはならんと叱咤し、皆を追い払う。ロッコがやって来てロラン大公にベッティーナを返して欲しいと懇願するが、大公は今は娘の結婚式の準備で忙しいと言って、取り合わない。ロッコは祝宴の余興にイタリアの民族舞踊サルタレッロの一行が来ることになっていると報告する。そこに、フリテリーニがフィアメッタと口喧嘩をしながらやって来る。彼はフィアメッタが一日中ピッポの顔を描いているので、嫉妬で不機嫌になっている。

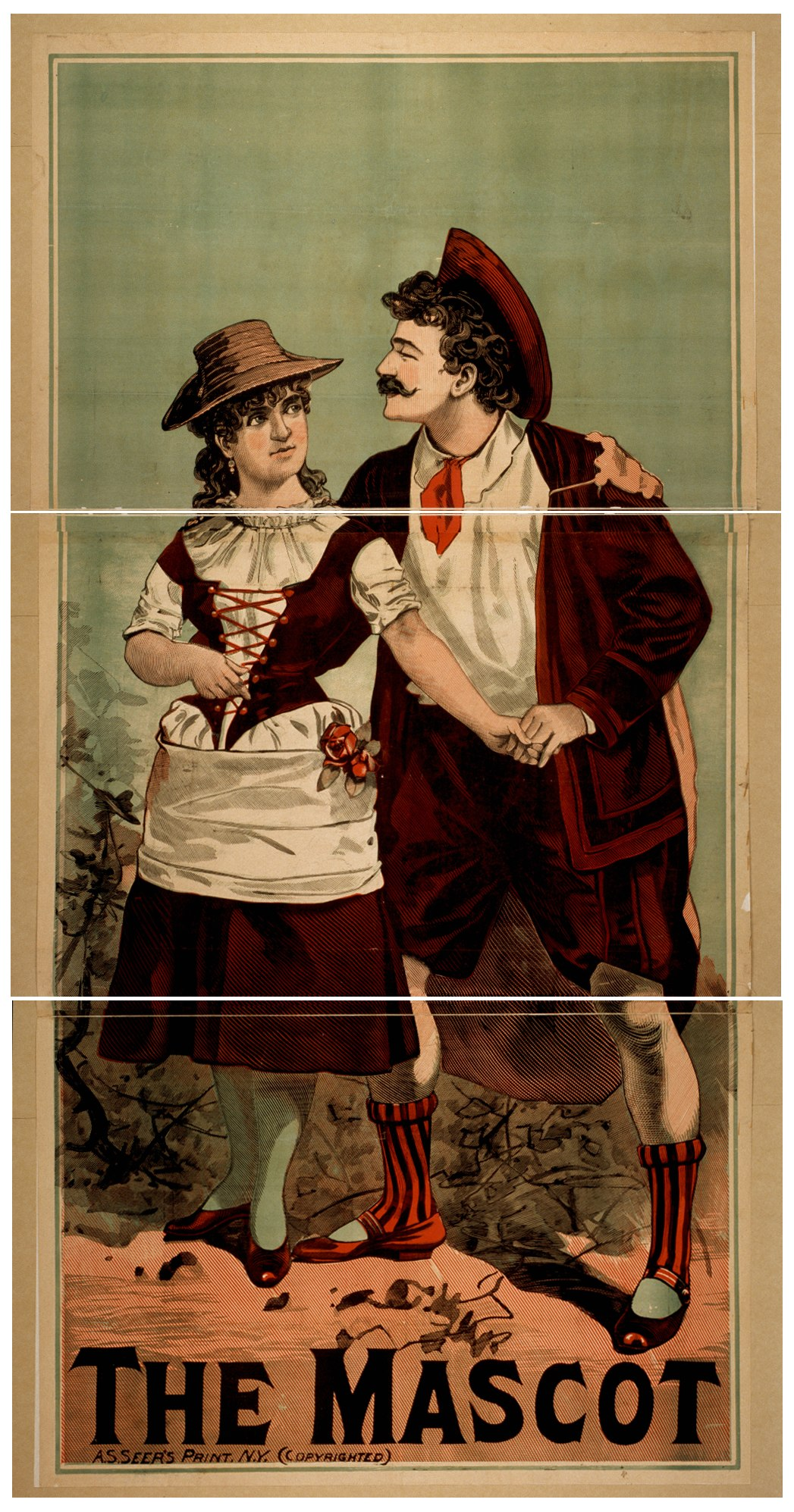
『マスコット』の1881年のポスター

フィアメッタはフリテリーニとは結婚したくないと言い出す始末である。彼女は父は自分を早く嫁に出して、愛人のパナダ公爵令嬢と上手くやりたいのだろうと言う。すると、ベッティーナが現れ、一日中家政婦や医者に付きまとわれる生活にはうんざりで、ピッポと七面鳥の面倒を見ていた方が楽しいと不平を漏らし、〈クプレ〉「私の村が懐かしい」（ Que je regrette mon village）と歌う。サルタレッロ舞踊の一行が到着し、踊りが始まる。何と舞踏団の団長は変装したピッポで〈クプレ〉「こんにちは、領主様！」（ Salut à vous seigneurs !）と歌う。彼はベッティーナの傍に寄って、僕だ、ピッポだよと呟く。ロラン大公が皆を結婚式場に案内していなくなると、二人は嬉々として愛を語り合い、この制服を着て逃げようと言う。だが、ベッティーナが迂闊にもピッポの名前を口走ってしまい、これを耳にしたロッコに彼の変装がばれてしまう。変装を見破られたとも知らず、二人は逃げる準備をする。ロッコはロラン大公に舞踏団の一人がピッポであることを知らせるとロラン大公はピッポの逮捕を命じる。すると、フリテリーニが来て従兄弟からの手紙を読み上げるが、ロラン大公はその間にもベッティーナがピッポと情を通じたら大変だと気が気でなく、自らもピッポを探しに行く。ピッポがベッティーナの衣装を持ってやって来る。フリテリーニはピッポがベッティーナと逃げ去ってくれれば、フィアメッタのピッポへの熱も冷めるのではないかと思い、彼らの駆け落ちを手助けすることにする。しかし、運悪くピッポは簡単に捕らえられてしまう。大公はピッポを首吊りの刑にすると宣告する。
フリテリーニは彼は何の罪で逮捕されたのだろうと歌い、退場する。ピッポはベッティーナが大公の妾と聞いて愕然とするが、そこにフィアメッタが現れ、ピッポを愛していると告白して抱き着くので、ベッティーナへの仕返しとばかりにフィアメッタを抱きしめ、ロッコを証人として結婚の誓いをたてる。ロラン大公も娘がピッポと結婚すれば、ベッティーナの貞操も守られると考え、二人の結婚を認め、ピッポをヴィラ・ローザ公爵の身分を与える。ベッティーナが戻ると、ピッポは彼女を怪訝そうに見つめ、ロラン大公を義父と呼ぶ。ベッティーナはピッポが裏切ってフィアメッタと結婚することになったことを理解し、ベッティーナとフィアメッタは喧嘩を始める。そして、ベッティーナはピッポへの仕返しとして、ロラン大公との結婚を受け入れ、二人は結婚式の準備を始める。ロッコはロラン大公に結婚してもベッティーナに手を付けてはなりませんぞと釘を刺す。ロラン大公は自分は老人だから大丈夫と〈クプレ〉「私は全然できない」（ J'en suis tout a fait incapable）を陽気に歌う。花嫁が姿の二人が現れ、いよいよ結婚式となる。ベッティーナは〈クプレ〉「ある日勇敢な大尉は」（ Un jour un brave capitaine）を歌い、貞節にすると言う。これを聞いたピッポはベッティーナに君は大公の妾だと言うと、それはとんでもない誤解だと説明する。すると、二人の心は打ち解けて、再び〈羊と七面鳥の二重唱〉を歌い、二人で窓から城の堀に飛び込み逃げてしまう。

### 第3幕
ピサ大公国のある街のマテオの旅館

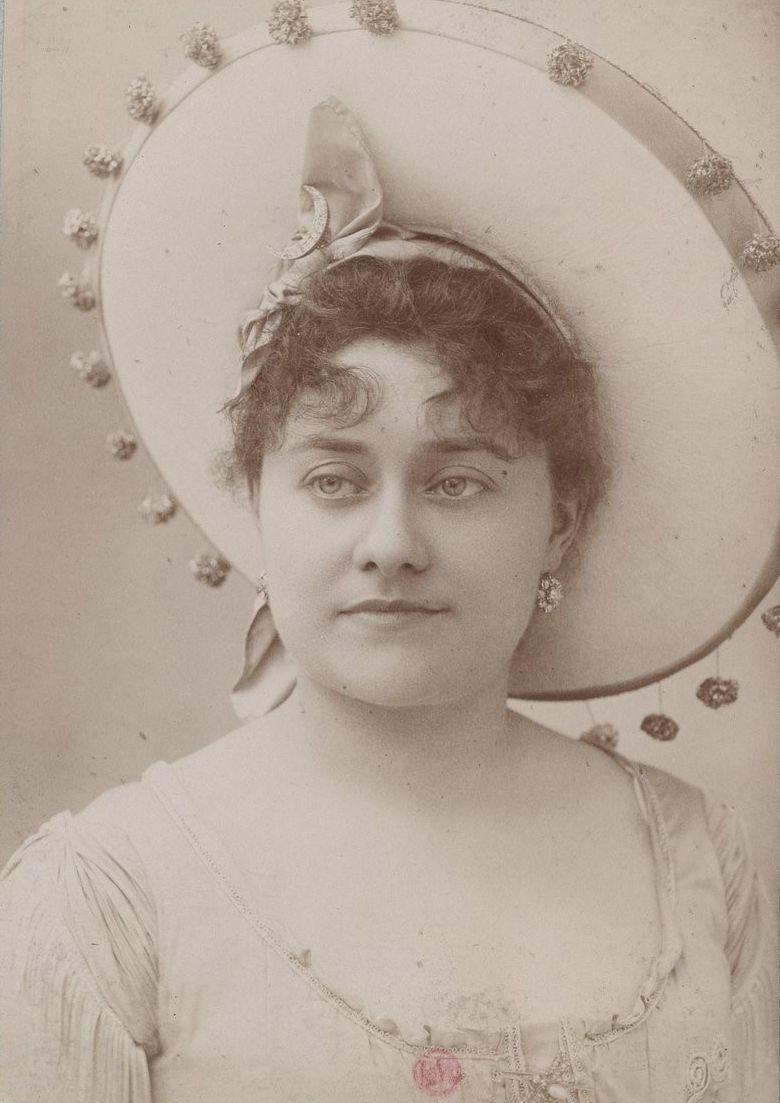
ベッティーナを創唱したモンバゾン

軍曹のパラファントは敵国のロラン大公の軍があっさりと敗北し、退却したので仲間の兵士たちと共に歌を歌っている。フィアメッタと別れたフリテリーニはピサ大公国の将軍となり、勝利に酔って〈クプレ〉「我らが行進の足音」（ De nos pas marquant la cadence ）を意気揚々と歌う。彼は大尉となったピッポと会うと、ピッポは将軍に軍卒と結婚したいと言う。フリテリーニ将軍は大尉が男性の軍卒と結婚するとはどういうことかと驚くが、その軍卒はベッティーナが男装していたのだった。フリテリーニは冷淡なフィアメッタとは全く異なり、ここまで熱烈にピッポを愛していることを羨ましがる。そこに、辻音楽師が3人やって来る。彼らは実は落ちぶれたみじめな姿のロラン大公、ロッコ、フィアメッタだった。そうとも知らない兵士たちは「ロラン大公はオランウータン」と言う俗な歌を歌ってくれと頼む。フィアメッタは止む無く父の悪口の〈オランウータンのシャンソン〉「アメリカの大きな猿」（Le grand singe d’Amérique ）を兵士たちと共に歌う。その時。教会から鐘の音が聞こえて来る。それはベッティーナとピッポの結婚式の鐘の音と知ってフィアメッタは失神する。だが、ロラン大公はそれならベッティーナがマスコットの効力を失うから、自分に運が向いて来ると確信する。フリテリーニが花嫁花婿を連れて現れる。フィアメッタは戦いに勝って、凛々しくなったフリテリーニに魅力を感じ始める。ロッコはピッポにそっとベッティーナの秘密を囁いて、彼女が処女を失うとお前の運も尽きるだろうと言う。新婚初夜となり、寝床に入ったピッポは彼女の秘密が気になって、新妻にそっとキスをするだけ。ベッティーナはただただ躊躇する夫に不満を爆発させ、夫を部屋から叩き出し、鍵をかけてしまう。ピッポは止む無く裏窓から部屋に忍び込み、灯りを消す。フリテリーニもベッティーナの効力を心配して部屋に入って来る。そして、ロラン大公も部屋に入って来ているのを見つけて、彼を捕まえようとする。そこへ、フィアメッタも駆けつけ、父を許して欲しい、自分はフリテリーニが本当に好きになったと告白する。元よりフリテリーニはフィアメッタを愛していたので、しおらしくなった彼女の愛を受け入れる。この間に、初夜の情事を終えたピッポとベッティーナが寝室から出て来る。ロラン大公はマスコットが遺伝することを知っていたので、最初の子供は私の養子にくれと申し出る。フリテリーニも同様の申し出をする。ピッポとベッティーナはそれなら双子を生まなければなりませんねと言って微笑み、幕となる。

## 主な全曲録音
| 年   | 配役 ベッティーナ ピッポ ロッコ フリテリーニ ロラン フィアメッタ                                                                | 指揮者 管弦楽団および合唱団            | レーベル                      |
| ---- | --- | -------------------------------------- | ----------------------------- |
| 1956 | ジュヌヴィエーヴ・モワザン ロベール・マッサール ロベール・デタン ベルナール・アルヴィ リュシアン・バルー ドゥニーズ・コシャール | ロベール・ベネデッティ 管弦楽団 合唱団 | CD: Accord EAN: 0028946587720 |